# Витред

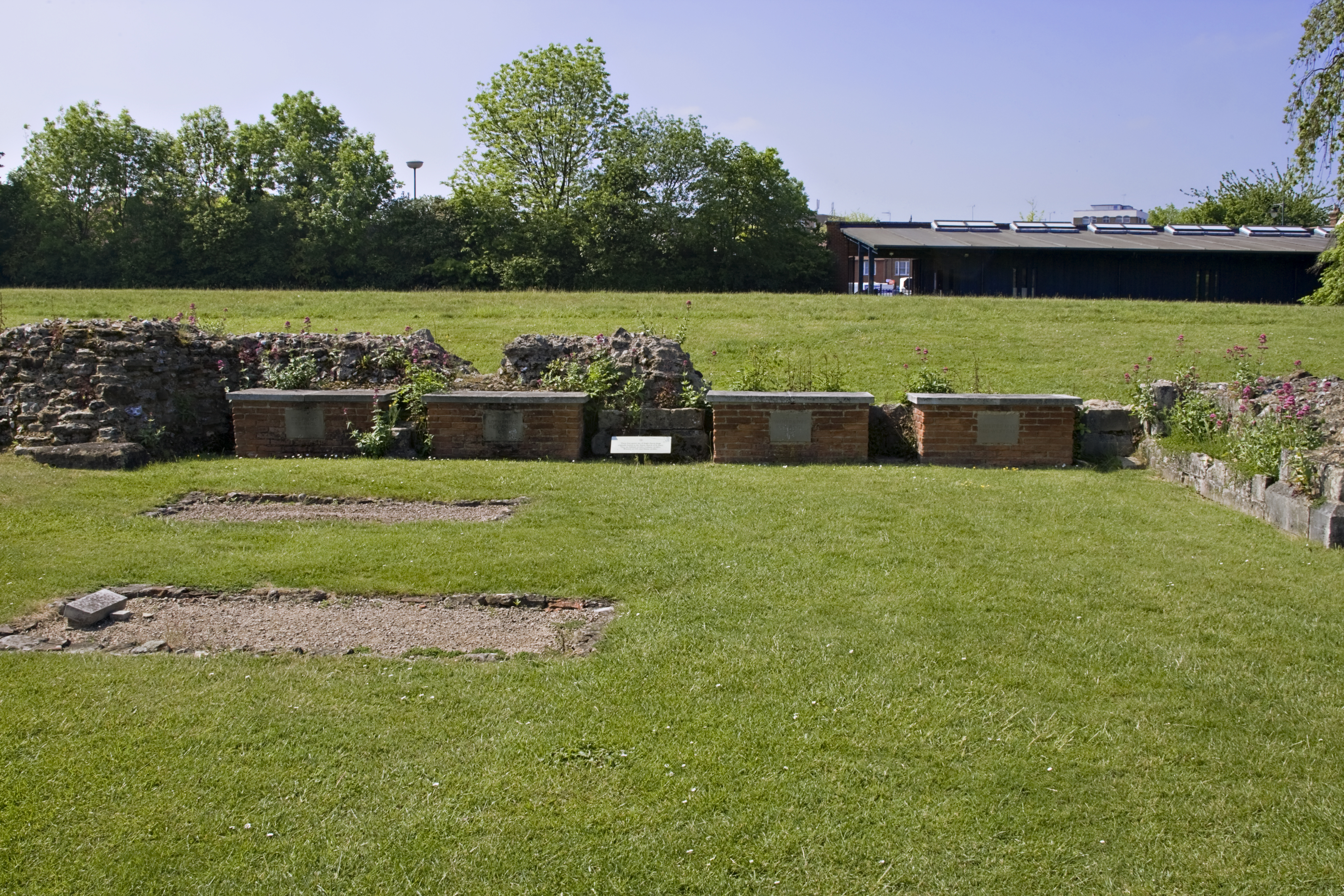
Могилы четырёх кентских королей в аббатстве Святого Авустина. Могила Витреда — вторая справа

Витред (англ. Wihtred; умер 23 апреля 725) — король Кента (690—725).

## Биография
Витред, сын Эгберта I, был представителем законной династии королей Кента. После нескольких лет беспорядков ему удалось вернуть власть над частью королевства. Как минимум до 692 года он правил вместе со Свефхардом, а затем единолично.
В 694 году Витред подписал мирный договор с Ине Уэссекским, пообещав выплатить вергельд за убийство его родственника Мула. Известен кодекс законов Витреда, очень лояльный к церкви, которая по нему была освобождена от налогов.
После смерти Витреда Кент был разделён между тремя его сыновьями.